# سوئدی‌زبان‌های فنلاند

فنلاندی به عنوان تنها زبان رسمی
سرزمین‌هایی که در آن‌ها فنلاندی زبان اکثریت است
سرزمین‌هایی که در آن‌ها سوئدی زبان اکثریت است
سوئدی به عنوان تنها زبان رسمی (شامل الند) بیش از ۱۷،۰۰۰ سوئدی زبان در نقشه شمارش نشده‌اند.

سوئدی‌زبان‌های فنلاند (به سوئدی: finlandssvenskar)؛ (به فنلاندی: suomenruotsalaiset) به اقلیت سوئدی زبانی در فنلاند گفته می‌شود که به زبان سوئدی (گویش فنلاندی) تکلم می‌کنند. این جمعیت گاهی به عنوان یک زیرمجموعه از مردم فنلاند، یک گروه نژادی متفاوت، یا حتی یک ملیت متمایز مطرح می‌شوند. دید دیگر به آن‌ها این است که یک زیرمجموعه از مردم سوئد هستند. زبان آن‌ها، سوئدی فنلاندی، که برخی اوقات یک زبان جدا و گاهی، به عنوان لهجه‌ای از زبان سوئدی در نظر گرفته می‌شود. سوئدی فنلاندی از زبان سوئدی استاندارد چیزهای بسیاری را در بردارد اما گویش این مردم و سوئدی‌ها و در حد وسیع‌تر برای سایر مردم اسکاندیناوی، متقابلاً غیرقابل فهم است.
بر طبق آمار، زبان سوئدی، زبان مادری بیش از ۲۶۵،۰۰۰ نفر از مردم ساکن در سرزمین اصلی فنلاند و ۲۵،۰۰۰ نفر مردم جزایر الند است؛ مجمع الجزایری مستقل متشکل از تعدادی جزیره در ساحل غربی فنلاند، جایی که سوئدی زبان‌ها اکثریت غالب جمعیت را تشکیل می‌دهند. به این ترتیب سوئدی زبان‌ها حدود ۵٫۴٪ از جمعیت فنلاند یا ۴٫۹٪ از جمعیت بدون احتساب الند را تشکیل می‌دهند. از اویل قرن نوزدهم، تعداد سوئدی زبانان در فنلاند به شدت کاهش یافته‌است. در قرن ۱۹، سوئدی زبان‌ها حدوداً ۱۵٪ جمعیت فنلاند را شامل می‌شدند. بر طرق تحقیقات، اکنون جمعیت این مردم در فنلاند به سطح پایدار رسیده است و حتی ممکن است به آهستگی افزایش یابد؛ به این دلیل که تمایل بسیاری از خانواده‌های دوزبانه برای ثبت فرزندانشان به عنوان سوئدی زبان افزایش پیدا کرده‌است. آمار نشان می‌دهد ۷۰% از دوزبانه‌های فنلاند ترجیح می‌دهند فرزندانشان به عنوان سوئدی زبان شناخته شوند.